# Serbia Moravica
Con la locuzione Serbia Moravica si indica il principato feudale serbo che si sviluppò autonomamente nella valle della Morava Occidentale sotto il principe Lazar tra il 1371 e il 1402, dopo la morte di Stefan Uroš V di Serbia, ultimo imperatore serbo, e sotto il figlio di Lazar, Stefan III Lazarević.
Nel 1402, dopo la battaglia di Angora, il principato diventò Despotato di Serbia.

## Storia
Lazar Hrebeljanović, figlio di un cortigiano dell'imperatore serbo Stefan Dušan, dopo la morte dell'imperatore Uroš riuscì a imporsi come tra i più potenti feudatari nello stato serbo che andava disfacendosi. Egli inoltre riuscì ad acquisire legittimità dinastica sposando Milica Nemanjic facente parte del casato imperiale omonimo al governo in Serbia dal 1166. Lazar trascorse molto tempo al fine di rafforzare lo stato serbo, sapendo bene che alla fine avrebbe dovuto affrontare la minaccia ottomana.
Egli riuscì ad acquisire la maggior parte della Serbia storica (ovvero la valle dei fiumi Morava) accattivandosi anche le simpatie del popolo che lo vedeva come erede legittimo dell'ormai defunto impero. Egli per non inimicarselo cedette il titolo di "Re dei Serbi" a Tvrtko re di Bosnia (che in ogni caso aveva più legami coi Nemanjici di Lazar). La sua prima grande azione militare fu quando le sue truppe sconfissero le milizie ottomane nel sud della Serbia. 
Anche nella battaglia di Pločnik Knez Lazar riuscì a schiacciare le forze ottomane liberando Niš. Le truppe serbe inoltre presero parte alla battaglia di Bileca insieme all'esercito di Tvrtko dove ancora una volta sconfissero i Turchi.
Lazar perì eroicamente durante la battaglia della Piana dei Merli (o battaglia del Kosovo) nel 1389, insieme a gran parte della classe politica serba. Dopo la sua morte, il figlio Stefan III Lazarević diventò principe di Serbia. Immediatamente dopo la battaglia del Kosovo, il re Sigismondo d'Ungheria attaccò da nord la Serbia. Incapace di combattere su due fronti, Stefan riuscì a sventare gli ungheresi, ma dovette accettare il vassallaggio ottomano. In qualità di vassallo ottomano, Stefan partecipò alla battaglia di Karanovasa nel 1394, alla battaglia di Rovine nel 1395, alla battaglia di Nicopoli nel 1396 e alla battaglia di Angora nel 1402. 
Stefan divenne despota della Serbia nel 1402 e nel 1403 proclamò Belgrado capitale del neonato Despotato di Serbia.